# ژلیتس‌کیش‌لاک
ژِلیتس‌کیش‌لاک (به مجاری:  Zselickislak) یک منطقهٔ مسکونی در مجارستان است که در ناحیه کاپوشوار واقع شده‌است. ژلیتس‌کیش‌لاک ۱۰٫۳۹ کیلومتر مربع مساحت و ۳۶۷ نفر جمعیت دارد.